# Pluguffan
Pluguffan è un comune francese di 3 552 abitanti situato nel dipartimento del Finistère nella regione della Bretagna.

## Società

### Evoluzione demografica
Abitanti censiti